# 90953 Hideosaitou
90953 Hideosaitou è un asteroide della fascia principale. Scoperto nel 1997, presenta un'orbita caratterizzata da un semiasse maggiore pari a 2,3579621 UA e da un'eccentricità di 0,1870936, inclinata di 4,09125° rispetto all'eclittica.